# Filip Brunea-Fox

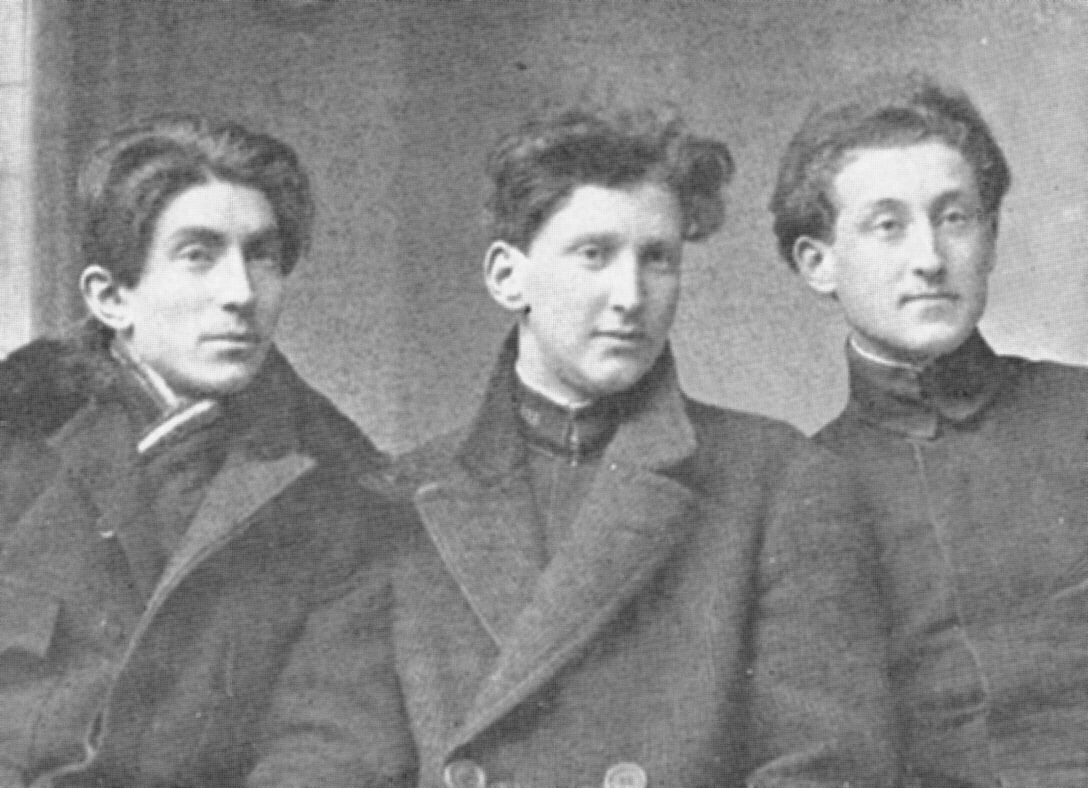
Benjamin Fundoianu (Fondane), Iosif Ross și Filip Brunea-Fox, 1915, în uniforma de elevi ai Liceului Național din Iași

Filip Brunea Fox (n. 18 sau 31 ianuarie 1898 la Roman – d. 12 iunie 1977, București) a fost pseudonimul literar al lui Filip Brauner, reporter și traducător român, evreu de origine, unul din cei mai cunoscuți reporteri interbelici care, alături de Geo Bogza, a pus bazele reportajului literar românesc, fiind parte, de asemenea, a mișcării de naștere a suprarealismului românesc.

## Biografie
Filip Brunea-Fox (Filip Brauner), s-a născut la Roman, în anul 1898 într-o familie de intelectuali evrei. Părinții săi erau Simha Brauner și Leia născută Gelbert.
În cursul primului război mondial s-a mutat cu familia la Iași.
A debutat ca scriitor la Iași în revistele „Versuri și Proză” ( a lui Jean Hefter), „Absolutio” (a lui I. Ludo), „Zări senine”
La sfârșitul primului război mondial, în 1918, la vârsta de 20 de ani, Filip Brunea-Fox, împreună cu prietenii săi Benjamin Fundoianu, Iosif Ross și Alexandru Philippide, a părăsit Iașiul și a venit la București. Ca ziarist  și-a făcut debutul la ziarul „Arena” din București.
Fără studii universitare, dar posesor al unei largi culturi, Brunea Fox dorea în tinerețe să devină poet și s-a apropriat de curentul avangardist și a publicat poezii în publicații reprezentative acestui curent. În 1925 apăruse revista de avangardă „Integral”, autodefinită „organ al mișcării moderne din țară și străinătate”,în care Brunea-Fox a scris adesea, sub diverse pseudonime, precum Fox, Mac, Pan, Potomac, F.Br., F.Br.Fx., fx. El fost unul dintre principalii redactori ai revistei, alături de Ion Călugăru, M. H. Maxy și Ilarie Voronca. Colaborarea la „Integral” a luat sfârșit odată cu ultimul număr, apărut în 1928, moment care a reprezentat și încheierea perioadei sale avangardiste.
În continuare el s-a distins prin reportaje literare întinse, în stilul grand reportage-ului francez din anii 1930, aproape întotdeauna acompaniate de fotografii create de Iosif Berman, fotograf care o vreme a lucrat în serviciul Casei Regale. 
Brunea-Fox fost redactor la ziarele Dimineața (1925-1937) și Adevărul (1932-1937) și a publicat în revista de stânga Cuvântul liber (1933-1936). După interzicerea, în 1937, a cotidianelor Dimineața și Adevărul, de către guvernul Octavian Goga-A.C. Cuza, activitatea lui Brunea-Fox s-a diminuat, el colaborând doar la publicații periodice.. La „Dimineața” și „Adevărul” și-a făcut primii pași sub îndrumarea directorului Constantin Mille.
Printre gazetele și revistele la care a mai colaborat se pot aminti  „Cuvântul liber”, „Lupta”, „Jurnalul”,„Reporter”, „Izbânda”, de asemenea publicațiile evreiești „Adam”, „Mântuirea”,  „Puntea de Fildeș”,  „Curierul israelit”.
După 23 august 1944 și în anii postbelici a lucrat o vreme la buletinul „Îndrumătorul cultural” și a colaborat la „Adevărul” și „Jurnalul de dimineață”, „România liberă”,„Scînteia”, la revistele  Viața românească, Flacăra, „Răspântia” (a lui I. Ludo), „Viața militară”, „La Roumanie d'aujourd'hui” , „Veac nou” etc

## Opera
A scris numeroase reportaje literare publicate în presa interbelică. Este autorul cărții „Orașul măcelului” (Jurnal al rebeliunii legionare din 1941, de la București), publicată în 1944. A realizat un număr însemnat de fotografii având ca temă socială situația evreilor în România.
Printre reportajele sale cele mai cunoscute se pot menționa Aspectele vieții de provincie, Iașul, cetatea umbrelor, Târgul Moșilor, Insula Ada Kaleh, Nopți bucureștene, Trenul fantomă, Leproșii (despre „Infernul de la Lărgeanca"), Unde am să nasc?. A mai scris intre altele, despre tulburarile antievreiesti de la Borșa, Sighet șiOradea, și despre Evreii din Maramureș (în revista „Adam”). De asemenea a scris evocări ale unor personalități politice românești ca Alexandru Averescu, Ion Gheorghe Duca, Dr.Nicolae Lupu, Constantin Argetoianu, Alexandru Vaida-Voevod. 

### Volume proprii
- Nopți bucureștene 1927
- Cinci zile printre leproși 1928
- Pericolul stupefiantelor 1929
- Orașul măcelului. Jurnalul rebeliunii și al crimelor legionare, 1944. Reeditare la Editura Hasefer, București, 1997
- Hârca piratului. Peisaje dunărene, Editura Tineretului, București, 1957
- Porturi dunărene 1957
- Viața exploratorului arctic Constantin Dumbrăveanu
- Reportajele mele. 1927-1938, Editura Eminescu, București, 1979
- Memoria reportajului, Editura Eminescu, București, 1985

### Traduceri
A tradus din literatura universală, uneori în colaborare cu soția, Lisette Daniel-Brunea.
- Bengt Danielsson, Terry pe urmele lui Kon-Tiki (în original, C Bengt Danielsson, Kapten Villervalle, Saxon & Lindströms Förlag, 1963.), Editura «Ion Creangă», [București], 1970
- Robert Louis Stevenson, Comoara din insulă (în original, Treasure Island), Editura Tineretului, col. Aventura 1966; editura Ion Creangă, București, 1983; editura Niculescu, București, 2005.
- Lion Feuchtwanger,  Războiul evreilor (cu Lisette Daniel-Brunea)